# Menonvillea litoralis
Menonvillea litoralis là một loài thực vật có hoa trong họ Cải. Loài này được (Barnéoud) Rollins mô tả khoa học đầu tiên năm 1955.